# Elena Huelva
Elena Huelva Palomo (Sevilha, 21 de maio de 2002 – 3 de janeiro de 2023) foi uma ativista espanhola pela luta contra o câncer, uma paciente com sarcoma de Ewing conhecida por divulgar informação sobre a doença que sofria através das redes sociais e, assim, ajudar outras pessoas com o mesma doença. Ele também promoveu mais pesquisas sobre o câncer e cunhou a frase "Mis ganas ganan" (em português:  "As minhas ganas ganham") para descrever sua atitude em relação à doença.

## Biografia
Elena Huelva nasceu em 21 de maio de 2002 na cidade de Sevilha, sendo a segunda filha de Manuel Huelva e Emilia Palomo. Em 2019, aos dezasseis anos, foi diagnosticado com sarcoma de Ewing, a partir do qual passou a publicar diariamente nas redes sociais informação sobre este tipo de cancro, bem como o seu dia-a-dia com a doença.
Desde 2019, ele colabora com várias organizações sem fins lucrativos relacionadas ao câncer. Em 2022 escreveu o livro "Mis ganas ganan", onde contou sua experiência com a doença.
Em dezembro de 2022, desenhou um lenço para o brinquedo chamado "Baby Pelón", vendido pela Fundação Juegaterapia com o objetivo de arrecadar fundos para a pesquisa do sarcoma de Ewing. Para realizar esta coleta, a Fundação Juegaterapia criou a "Bolsa Elena Huelva" em conjunto com o Grupo Espanhol de Pesquisa em Sarcomas (GEIS).
Elena Huelva faleceu em 3 de janeiro de 2023 após um agravamento contínuo de sua doença. A sua morte provocou uma onda de reações nas redes sociais, incluindo condolências de um grande número de figuras públicas, desde o nível político, como o Presidente do Governo da Andaluzia, Juan Manuel Moreno, até ao mundo do entretenimento, os meios de comunicação e entidades desportivas como como Real Betis Balompié.
Um dia após sua morte, em 4 de janeiro de 2023, foi realizado um memorial com a presença de várias figuras públicas, como a apresentadora de televisão Sara Carbonero ou o cineasta Alberto Rodríguez Librero, e finalmente, após o referido ato, ela foi cremada na funerária-crematório de Camas (Sevilha).